# 我愛你，這是最好的安排
《我愛你，這是最好的安排》，是上海潤金文化傳播有限公司，大晟文化子公司，北京中聯傳動影視聯合出品的2019年中國大陸青春偶像劇，由王偉執導，張彬彬，鄭合惠子、孔舒航、高洋、王志飛、王慶祥、淳于珊珊、張穎穎、吳駿超等主演。
該劇講述了“JR酒店”繼承人馬可愛回國繼承家業卻遭遇一系列變故，在斗智斗勇中一一戳破謎團，與夏雨行上演了 “公主”遇上“痞子”的浪漫愛情故事。於2019年10月16日在芒果TV首播。台灣OTT平台已在LINE TV、LiTV 線上影視全套上架。

## 劇情簡介
馬可愛（鄭合惠子 飾）之父馬東山（王慶祥 飾）、韓元斌（孔舒航 飾）之父韓德昌（淳于珊珊 飾）、宋天明（王志飛 飾），號稱豪森“三駕馬車”，當年三兄弟創立“豪森酒店”。 30年過後，馬東山年老多病，韓德昌早死，而宋天明早年丟失了兒子。所以，董事長馬東山生病之後，提出讓馬可愛來作為酒店繼承人。與此同時遠在國外的馬可愛卻遭遇了一場交通意外，瀕死之後被告知父親心臟病發作，馬可愛急忙趕回國內，在經歷了一系列事故之後，馬可愛隱隱覺得，一連串事故背後，隱藏著巨大的謎團。為了解開謎團，她決定接受父輩的酒店，誰想到有更多陰謀和危險在等待著她……。勇敢的馬可愛和夏雨行（張彬彬 飾）一起挫敗了宋天明在酒店布下的種種陰謀，拯救了自己的家人，同時也收穫了自己的愛情。

## 演員列表
| 演員     | 角色          | 介紹                                                                                              |
| -------- | ------------- | ------------------------------------------------------------------------------------------------- |
| 張彬彬   | 夏雨行/宋家毅 | 實際身份是宋天明失蹤的兒子，後來跟馬可愛相戀，跟楊力是髮小                                        |
| 鄭合惠子 | 馬可愛        | 曾是韓元斌的女友，後來因為韓元斌在泰國出車禍死了，回到大陸繼承父親的JR飯店，遇到夏雨行/宋家毅相戀 |
| 孔舒航   | 韩元斌        | 曾是馬可愛的男友                                                                                  |
| 高洋     | 陆臻臻        | 馬可愛的好閨蜜，是一名大明星                                                                      |
| 吳駿超   | 楊力          | 跟夏雨行/宋家毅是髮小，孫倩的男友                                                                 |
| 王志飛   | 宋天明        | 夏雨行/宋家毅的父親                                                                               |
| 淳于珊珊 | 韓德昌        | 韩元斌的父親                                                                                      |
| 王慶祥   | 馬东山        | 馬可愛的父親                                                                                      |
| 白客     | 秋柏          |                                                                                                   |

## 外部鏈結
- 我愛你，這是最好的安排的新浪微博

1. 1 2  . 国家广播电影电视总局.   [2020-02-17] （中文（中国大陆））.